# Ctenus spiralis
Ctenus spiralis är en spindelart som beskrevs av F. O. Pickard-Cambridge 1900. Ctenus spiralis ingår i släktet Ctenus och familjen Ctenidae.
Artens utbredningsområde är Costa Rica. Inga underarter finns listade i Catalogue of Life.